# 龍的傳人 (黃明志歌曲)
《龍的傳人》（英語：The People Of The Dragon）是馬來西亞歌手黃明志於2024年1月26日發布的龍年賀歲歌曲。該歌曲被指諷刺中國的“小粉紅”、“戰狼”、中共中央總書記習近平、中國大陆時政以及大中華膠。MV的取景地是臺灣台南的白河萬里長城。

## 內容
片頭顯示「小熊為你新聞出版廣電總局」核可的「公映許可證」，戲仿中國大陆影視作品，意為必須通過國家廣電總局的嚴格審查。片中與黃明志合唱的「小熊為你」穿著黃色龍袍，戴著小熊維尼面具，臉上打馬賽克。片尾名单有些许部分工作人员的名字都被打上马赛克，而演「小熊為你」的演员则写了「禁评」（“近平”谐音）二字。
歌曲還緊跟2023年中國時政大事，提及「緬北、假唱、辱华、娘炮、動態清零」等話題。歌詞還提到“小粉紅” 「心在祖國，人在倫敦」。
歌曲介紹中提及這首歌是「献给每一位海内外来自世界各国（包括新加坡，马来西亚）的中国人」，影射大中華膠。

## 反應與评价
倫敦伦敦圣潘克拉斯火车站钢琴事件中的英國鋼琴家布倫丹·卡瓦納在YouTube留言表示愛這首歌，還邀約黃明志可以來英國拍片。

### 轶事
一名中国抖音的用户发现分享这首歌曲后，导致自己的抖音账号被永久封禁，该用户表示误以为这是一首无害的农历新年歌曲，并在小红书发文告知其它人小心这首反华歌曲。黄明志聞訊後，在Facebook向这位抖音用户道歉，还聲稱自己的《龍的傳人》本質上真的是一首「愛」國「愛」黨的歌曲。

## 影响
2024年8月24日，黃明志发文揭露他因为拒绝了4月时收到一则從柬埔寨打来的威胁來電，对方要下架《龍的傳人》及《玻璃心》两首歌曲，导致在中國有接一些工作的合作伙伴遭到恐嚇和威脅，以致不敢再合作，进而影响其《大飞机世界巡回演唱会》接下來的15站巡演都被迫取消。9月10日，黃明志再度召開記者會，除了宣布其《大飞机世界巡回演唱会》再度重新出發外，也說明自2023年4月在台北小巨蛋展開第一場巡迴演出後，巡演如何被中國打壓。同年中华人民共和国国庆节上，黄明志发文表示《玻璃心》在YouTube點閱率突破了7300萬大關，而《龍的傳人》在YouTube點阅率也即將突破1100萬，并幽默表示這也只是分享，沒有別的意思。

## 另見
- 小粉紅
- 大中華膠
- 倫敦聖潘克拉斯火車站鋼琴事件
- 日本東京中華西太后餐廳事件
- 倫敦社會主義核心價值觀塗鴉事件